# Premjer Liha 2016/17
Het seizoen 2016/17 van de Premjer Liha is het 24ste seizoen van de hoogste Oekraïense voetbalcompetitie sinds het oprichten van de Premjer Liha in 1992.

## Teams
Aan de competitie doen 12 teams mee. Hoverla Oezjhorod en Metaloerh Zaporizja degradeerden in het seizoen 2015/16 naar de Persja Liha, Metalist Charkov, hield op te bestaan. Zirka Kirovohrad werd in het seizoen 2015/16 kampioen in de Persja Liha. In het kader van de strijd met Rusland werden enkele plaatsnamen gewijzigd in de loop van 2016. Kirovohrad werd Kropyvnytsky, Dnipropetrovsk werd Dnipro en Dniprodzerzjynsk werd Kamjanske.
De volgende teams komen in het seizoen 2016/17 uit in de Premjer Liha.
| Club                  | Plaats                       | Stadion              | Cap    | Trainer             |
| --------------------- | ---------------------------- | -------------------- | ------ | ------------------- |
| Dynamo Kiev           | Kiev                         | NSK Olimpiejsky      | 70.050 | Serhij Rebrov       |
| Sjachtar Donetsk      | Donetsk                      | Arena Lviv           | 34.915 | Paulo Fonseca       |
| Karpaty Lviv          | Lviv                         | Arena Lviv           | 34.915 | Serhiy Zaytsev      |
| Tsjornomorets Odessa  | Odessa                       | Tsjornomoretsstadion | 34.164 | Oleksandr Babych    |
| Dnipro Dnipropetrovsk | Dnipro                       | Dnipro-Arena         | 31.003 | Dmytro Mykhaylenko  |
| Vorskla Poltava       | Poltava                      | Vorsklastadion       | 24.795 | Vasyl Sachko        |
| Stal Kamjanske        | Kamjanske (Dniprodzerzjynsk) | Metalloerh Stadion   | 24.381 | Erik van der Meer   |
| Zirka Kropyvnytsky    | Kropyvnytsky                 | Zirkastadion         | 13.667 | Serhiy Lavrynenko   |
| Volyn Loetsk          | Loetsk                       | Avanhard Stadion     | 12.080 | Vitaliy Kvartsyanyi |
| Zorja Loehansk        | Loehansk                     | Slavoetytsj-Arena    | 12.000 | Yuriy Vernydoeb     |
| Oleksandrija          | Oleksandrija                 | CSC Nika Stadion     | 7.000  | Volodymyr Sharan    |
| Olimpik Donetsk       | Donetsk                      | Bannikov Stadion     | 1.678  | Roman Sanzhar       |

## Ranglijst

### Reguliere competitie
| Pos | Club                  | Gs | W  | G  | V  | PA | Pnt | Dv | Dt | Ds  |
| --- | --------------------- | -- | -- | -- | -- | -- | --- | -- | -- | --- |
| 1   | Sjachtar Donetsk      | 22 | 19 | 3  | 0  |    | 60  | 47 | 14 | +33 |
| 2   | Dynamo Kiev           | 22 | 14 | 4  | 4  |    | 46  | 43 | 23 | +20 |
| 3   | Zorja Loehansk        | 22 | 12 | 4  | 6  |    | 40  | 34 | 21 | +13 |
| 4   | Olimpik Donetsk       | 22 | 9  | 7  | 6  |    | 34  | 28 | 30 | −2  |
| 5   | Oleksandrija          | 22 | 9  | 6  | 7  |    | 33  | 37 | 28 | +9  |
| 6   | Tsjornomorets Odessa  | 22 | 7  | 6  | 9  |    | 27  | 17 | 23 | −6  |
| 7   | Vorskla Poltava       | 22 | 6  | 6  | 10 |    | 24  | 24 | 28 | −4  |
| 8   | Stal Kamjanske        | 22 | 6  | 6  | 10 |    | 24  | 20 | 25 | −5  |
| 9   | Zirka Kropyvnytsky    | 22 | 6  | 5  | 11 |    | 23  | 20 | 33 | −13 |
| 10  | Karpaty Lviv          | 22 | 4  | 7  | 11 | 6  | 13  | 21 | 30 | −9  |
| 11  | Dnipro Dnipropetrovsk | 22 | 4  | 10 | 8  | 12 | 10  | 21 | 30 | −9  |
| 12  | Volyn Loetsk          | 22 | 2  | 4  | 16 |    | 10  | 13 | 40 | −27 |

Regels voor de ranking: 1. punten 2. aantal gewonnen wedstrijden 3. punten onderling 4. onderling gewonnen wedstrijden 5. onderling doelsaldo verschil 6. onderling aantal doelpunten gescoord 7. onderling uit doelpunten gescoord 8. doelsaldo verschil 9. aantal goals gescoord 10. aantal uit goals gescoord 

### Legenda
| Kleur | Kwalificatie voor: |
| ----- | ------------------ |
|       | Play-off I         |
|       | Play-off II        |

### Play-off I
| Pos | Club                 | Gs | W  | G | V  | PA | Pnt | Dv | Dt | Ds  |
| --- | -------------------- | -- | -- | - | -- | -- | --- | -- | -- | --- |
| 1   | Sjachtar Donetsk     | 28 | 24 | 3 | 1  |    | 75  | 59 | 19 | +40 |
| 2   | Dynamo Kiev          | 28 | 19 | 4 | 5  |    | 61  | 62 | 26 | +36 |
| 3   | Zorja Loehansk       | 28 | 12 | 6 | 10 |    | 42  | 39 | 30 | +9  |
| 4   | Olimpik Donetsk      | 28 | 10 | 9 | 9  |    | 39  | 30 | 40 | −10 |
| 5   | Oleksandrija         | 28 | 10 | 7 | 11 |    | 37  | 39 | 40 | −1  |
| 6   | Tsjornomorets Odessa | 28 | 10 | 7 | 11 |    | 37  | 23 | 30 | −7  |

### Legenda
| Kleur | Kwalificatie voor:            |
| ----- | ----------------------------- |
|       | Groepsfase Champions League   |
|       | 3e voorronde Champions League |
|       | 3e voorronde Europa League    |

### Play-off II
| Pos | Club                  | Gs | W | G  | V  | PA | Pnt | Dv | Dt | Ds  |
| --- | --------------------- | -- | - | -- | -- | -- | --- | -- | -- | --- |
| 7   | Vorskla Poltava       | 28 | 9 | 7  | 12 |    | 34  | 29 | 31 | −2  |
| 8   | Stal Kamjanske        | 28 | 9 | 7  | 12 |    | 34  | 25 | 30 | −5  |
| 9   | Zirka Kropyvnytsky    | 28 | 8 | 6  | 14 |    | 30  | 25 | 39 | −14 |
| 10  | Karpaty Lviv          | 28 | 6 | 9  | 13 | 6  | 21  | 29 | 37 | −8  |
| 11  | Dnipro Dnipropetrovsk | 28 | 7 | 13 | 8  | 15 | 19  | 28 | 33 | −5  |
| 12  | Volyn Loetsk          | 28 | 3 | 4  | 21 | 6  | 7   | 14 | 47 | −33 |

### Legenda
| Kleur | Kwalificatie voor:             |
| ----- | ------------------------------ |
|       | Degradatie naar de Persja Liha |

2012/13 · 2013/14 · 2014/15 ·  2015/16 · 2016/17 · 2017/18 · 2018/19 · 2019/20 · 2020/21
Nationale competities:
Albanië · Andorra · Armenië · België · Bosnië en Herzegovina · Bulgarije · Cyprus · Denemarken · Duitsland · Engeland · Estland ('16 '17) · Faeröer ('16 '17) · Finland ('16 '17) · Frankrijk · Gibraltar · Griekenland · Hongarije · IJsland ('16 '17) · Ierland ('16 '17) · Israël · Italië · Kazachstan ('16 '17) · Kroatië · Letland ('16 '17) · Litouwen ('16 '17) · Luxemburg · Macedonië · Malta · Moldavië · Montenegro · Nederland · Noord-Ierland · Noorwegen ('16 '17) · Oekraïne · Oostenrijk · Polen · Portugal · Roemenië · Rusland · San Marino · Schotland · Servië · Slovenië · Slowakije · Spanje · Tsjechië · Turkije · Wales · Zweden ('16 '17) · Zwitserland
Europese competities: Super Cup 2016 · Champions League · Europa League